# Baldwin Piano Company
La Baldwin Piano Company è la più grande produttrice statunitense di strumenti a tastiera, principalmente pianoforti.

## Storia
La storia della Baldwin Piano Company ha inizio nel 1862, quando Dwight Hamilton Baldwin, allora insegnante di violino ed organo ad ancia, apre un negozio di musica a Cincinnati; è solo nel 1891 che avviene la commercializzazione del primo modello con marchio Baldwin.
Alla morte di Baldwin, avvenuta il 23 agosto 1899, subentra Lucien Wulsin, suo partner e contabile. Seguiranno nel 1920 il figlio Lucien Wulsin II e nel 1961 il fratello Lucien Wulsin III. Dal 2001 l'azienda è amministrata dalla Gibson Guitar Corporation.
Durante la seconda guerra mondiale venne convertita per la costruzione di parti in legno per gli aerei, in particolare ali; l'esperienza maturata in quegli anni fu utilizzata nella fabbricazione di nuovi modelli
Nel dicembre 2008, la produzione è stata trasferita in Cina..

## Attestati
Nel 1900 all'International Exhibition di Parigi viene insignita del Grand Prix Award, nel 1904 alla Saint Louis e nel 1914 al London's Anglo-American Exposition del Exposition Top honors.

## Personaggi illustri utilizzatori

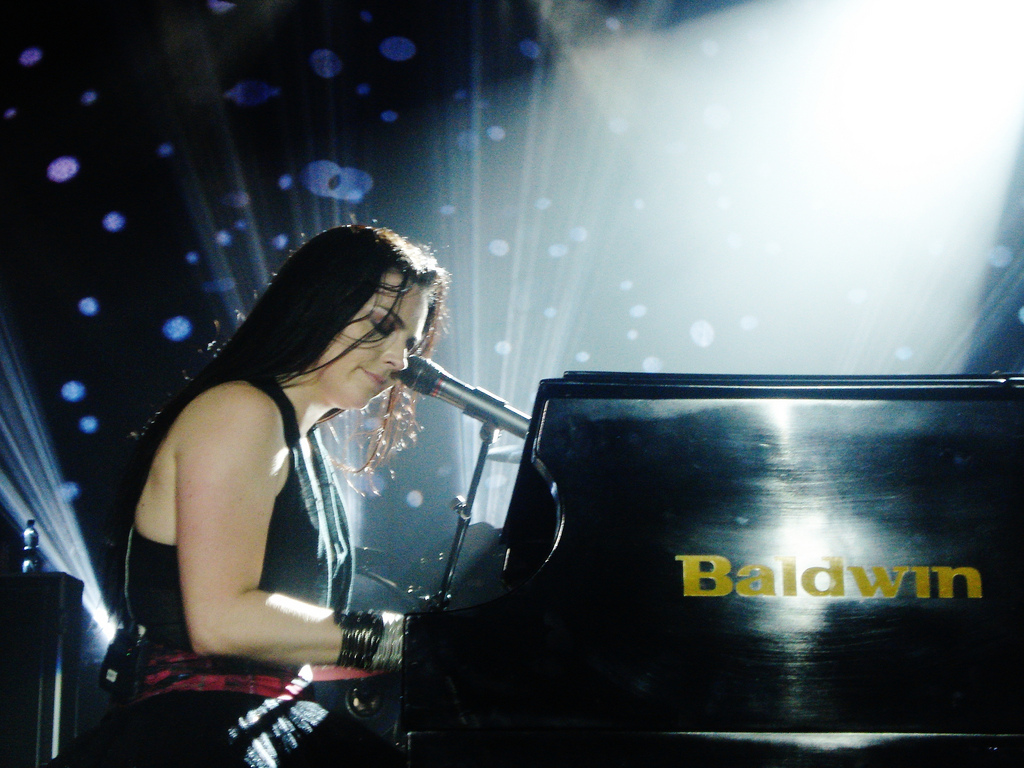
Evanescence di Amy Lee nel 2011.

Walter Gieseking, Claudio Arrau, Jorge Bolet, Earl Wild e José Iturbi, compositori come Aaron Copland, Philip Glass, Igor Stravinsky, Béla Bartók, Stephen Sondheim, Leonard Bernstein, Lukas Foss e John Williams. Ray Charles, Liberace, Richard Carpenter, Michael Feinstein, Billy Joel, Cat Stevens, e Carly Simon, jazzisti come Dave Brubeck, George Shearing e Dick Hyman. Paul Shaffer nel Late Show with David Letterman. Marian McPartland nello show Piano Jazz.
I pianoforti sono stati utilizzati più volte dal cantante pianista Billy Joel nelle varie registrazioni in studio e concerti che vanno dal 1978 al 1984 circa e, dopo un periodo di utilizzo di un pianoforte Yamaha, dal 1989 al 1991 circa.
Un pianoforte Baldwin fu inoltre usato per i Grammy Awards del 2005.
Altre personalità legate all'utilizzo di questi pianoforti sono il compositore, pianista ed etnomusicologo ungherese Béla Bartók, il compositore russo Igor' Fëdorovič Stravinskij, il compositore di musica contemporanea statunitense Aaron Copland, anche una rara incisione di Mozart fatta da Claudio Arrau nel 1964 fu eseguita su un pianoforte Baldwin,  l'attore e pianista statunitense Liberace e dal presidente statunitense Harry Truman. Inoltre, i pianoforti Baldwin sono sempre stati utilizzati, dal 1996 fino ad oggi, dal cantante e pianista Ben Folds, fondatore del gruppo musicale "Ben Folds Five". Amy Lee, pianista leader e fondatrice del gruppo gothic metal Evanescence, dagli esordi (2003) utilizza in live e studio un piano Baldwin personalizzato per le sue necessità.